# Liste der Monuments historiques in Hénansal
Die Liste der Monuments historiques in Hénansal führt die Monuments historiques in der französischen Gemeinde Hénansal auf.

## Liste der Bauwerke
| Bezeichnung | Beschreibung    | Standort | Kennzeichnung | Schutzstatus | Datum | Bild           |
| ----------- | --------------- | -------- | ------------- | ------------ | ----- | -------------- |
| Kreuz       | 15. Jahrhundert | (Lage)   | PA00089198    | Inscrit      | 1964  | weitere Bilder |

## Liste der Objekte

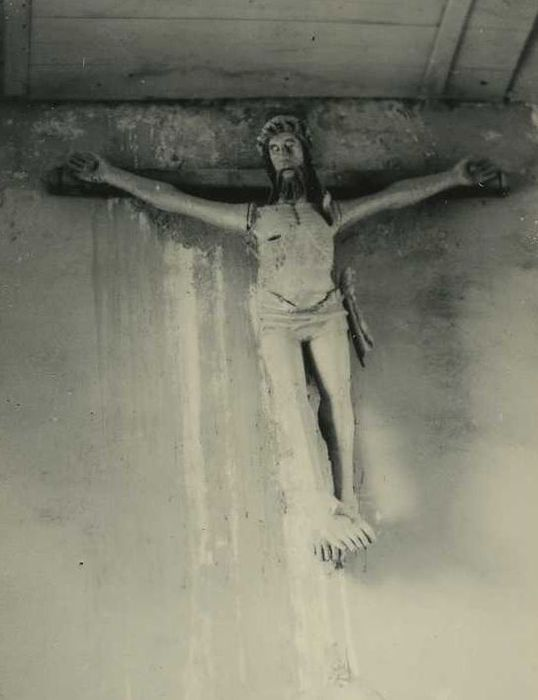
Kruzifix (17. Jahrhundert) in der Kirche St-Pierre-St-Jean-Baptiste

- Monuments historiques (Objekte) in Hénansal in der Base Palissy des französischen Kultusministeriums